# Luitpold-Gruppe
Luitpold-Gruppe fost o comunitate separatistă fondată în anul 1892 de artiști vizuali, mai ales pictori, care au dorit să mențină standardele înalte de calitate ale Academiei de Arte Frumoase din München pe fondul apariției Secesiunii müncheneze și mai apoi ale celei Berlineze.
Aceasta avea în componența sa numeroși artiști de la sfârșitul secolului al XIX-lea și începutul secolului al XX-lea, cum au fost:
Fritz Baer (1850–1919), Hans von Bartels (1856–1913), Carl Blos (1860–1941), Theodor Bohnenberger, Paul Ehrenberg, Felix Eisengräber (1874–1940), Raoul Frank (1867–1939), Walter Geffcken, Arnold Gerstl (1888–1957), Richard Gutschmidt (1861–1926), Gabriel von Hackl (1861–1926), Edmund Harburger (1846–1906), Adolf Heller, Paul Hey (1867–1952), Franz Xaver Hoch (1869–1916), Johann Daniel Holz (1867–1945), Hans Kamlah, Carl Küstner (1861–1934), Wilhelm Löwith, Carl von Marr (1858–1936), Pius Ferdinand Messerschmitt (1858–1915), Henrik Moor (1876–1940), Peter Paul Müller, Ernst Ludwig Plass, Philipp Otto Schaefer, Matthäus Schiestl (1869–1939), Friedrich Adolf Sötebier (1896–1973), Richard Strebel (1861–1940), Wilhelm Stumpf (1873–1926), Ernst Thallmaier, Walter Thor, Hermann Urban, Hans Völcker, Rudolf Bernhard Willmann, Karl Wolf (1901–1993).